# Pegomya rimans
Pegomya rimans este o specie de muște din genul Pegomya, familia Anthomyiidae. A fost descrisă pentru prima dată de Camillo Rondani în anul 1871.
Este endemică în Italia. Conform Catalogue of Life specia Pegomya rimans nu are subspecii cunoscute.